# Sibongile Mlambo
Pour les articles homonymes, voir Mlambo.
Sibongile Mlambo, née le 25 juin 1990 au Zimbabwe, est une actrice zimbabwéenne basée aux États-Unis. Elle est connue pour ses rôles dans les séries télévisées Black Sails, Teen Wolf, et Siren.

## Biographie
Sibongile Mlambo est née le 25 juin 1990 au Zimbabwe d’un père médecin. Elle a une grande sœur, elle aussi actrice, qui l’inspire à se lancer dans la même carrière,. Mlambo commence sa carrière dans des publicités de télévision zimbabwéennes, puis quitte le Zimbabwe en 2005 pour poursuivre ses études aux États-Unis,. Elle vit près de Dallas (Texas) et dans l'État de New York avant de s’installer à Los Angeles. En 2011, elle déménage au Cap (Afrique du Sud) pour le tournage de Black Sails. En 2018, Mlambo déménage à Vancouver (Canada) le temps du tournage de Siren.

## Filmographie

### Cinéma
- 1997 : Kini et Adams d’Idrissa Ouedraogo : Bongi
- 2012 : Half Good Killer de Brent Ryan Green : Aida (court métrage)
- 2013 : Felix de Roberta Durant : une danseuse
- 2015 : Back to School Mom de Christopher Erskin : Beth
- 2015 : Ladygrey d’Alain Choquart : Estelle
- 2015 : While You Weren't Looking : une étudiante
- 2016 : Message from the King de Fabrice Du Welz : Bianca
- 2016 : Detour de Christopher Smith : une réceptioniste
- 2016 : The Last Face de Sean Penn : Assatu
- 2017 : New Haven de Robert Jones : Astou Niang Diallo (court métrage)
- 2018 : Under the Silver Lake de David Robert Mitchell : une colocataire
- 2019 : Afrika is a Country de Frances Kroon : femme bleue (court métrage)

### Télévision
- 2012 : Beaver Falls (saison 2, épisode 4) : pom-pom girl
- 2012 : Strike Back (saison 3, épisode 3) : une hôtesse
- 2013 : Mad Dogs (saison 3, épisode 1) : une détective
- 2014-2017 : Black Sails (rôle récurrent, dix épisodes) : Eme
- 2014 : Homeland (saison 4, épisode 3) : Jackie Marr
- 2015 : Jamillah and Aladdin (saison 2, épisode 6)
- 2015 : Dans la classe de mon fils (Back to School Mom) : Beth
- 2016 : Dark/Web (rôle récurrent, quatre épisodes) : Amy
- 2017 : Teen Wolf (rôle récurrent, neuf épisodes) : Tamora Monroe
- 2018 : Siren (rôle principal, dix épisodes) : Donna
- 2018-2020 : Perdus dans l'espace (rôle récurrent, onze épisodes) : Angela Goddard
- 2018 : MacGyver (rôle récurrent, trois épisodes) : Nasha
- 2018-2020 : Siren : Donna
- 2019- : Dark/Web (huit épisodes) : Amy
- 2020 : Lovecraft Country (deux épisodes) : Tamara